# Chiromanzia

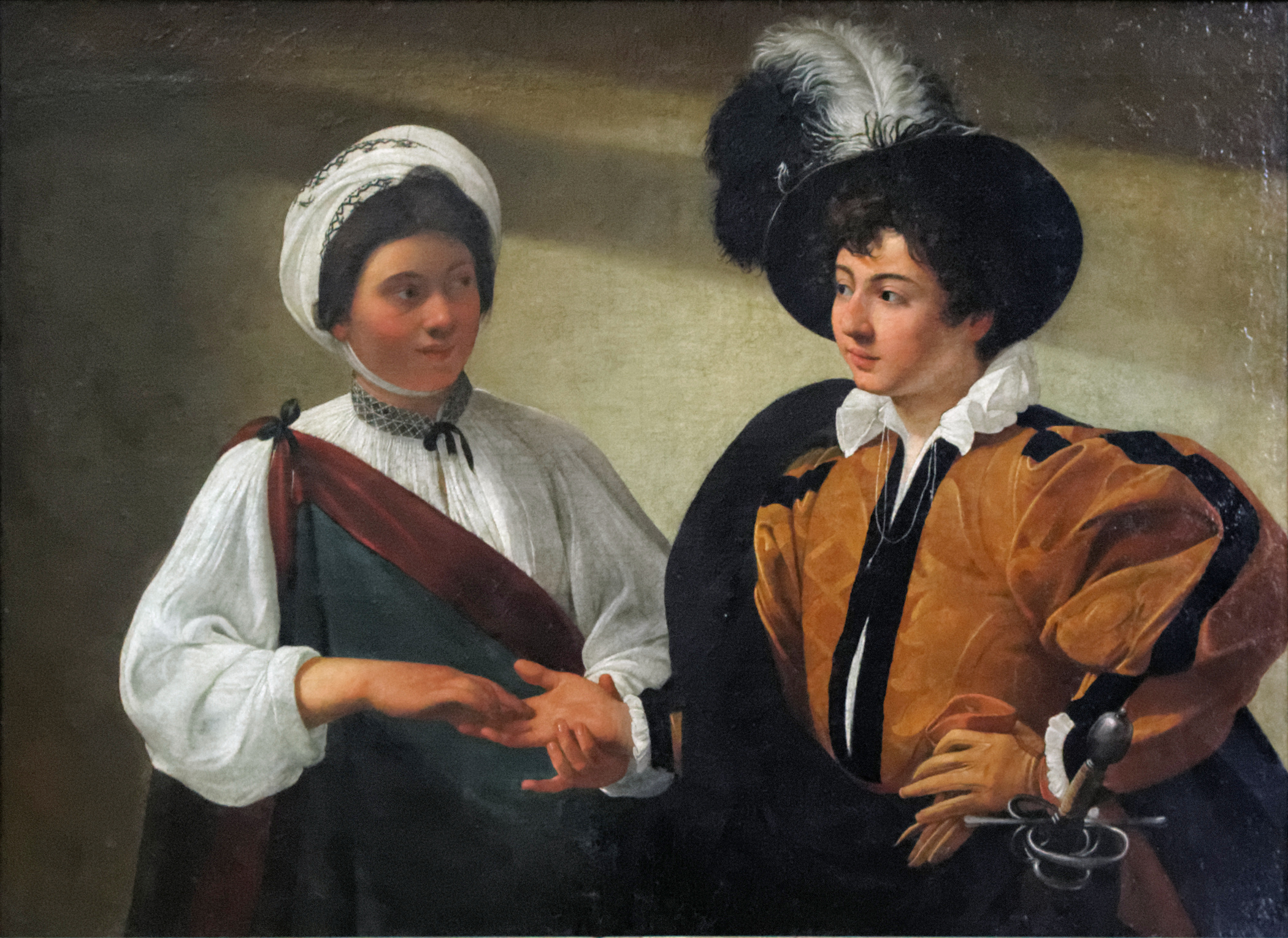
Buona ventura di Caravaggio.

La chiromanzia è una forma di divinazione di natura paranormale che descriverebbe la personalità di un individuo e ne prevederebbe il destino attraverso lo studio del palmo della sua mano.
La chiromanzia, diffusa in tutto il mondo sebbene con numerose varianti culturali, è anche conosciuta come lettura della mano e chi la pratica è chiamato chiromante. 
Si divide in due discipline principali: la chirologia, che si occupa dello studio delle linee e dei monti del palmo, e la chirognomia, che si occupa dello studio della forma della mano. La chiromanzia viene generalmente considerata una pseudoscienza, al pari dell'astrologia e della cartomanzia, e ciò è dovuto alla sua totale assenza di fondamento scientifico e di possibilità di verifica.
La parola deriva dal greco "χειρομαντεία (cheiromantéia)", composto da "χείρ (chéir)", "mano" e "μαντευω (mantéuo)" "predire".

## Storia

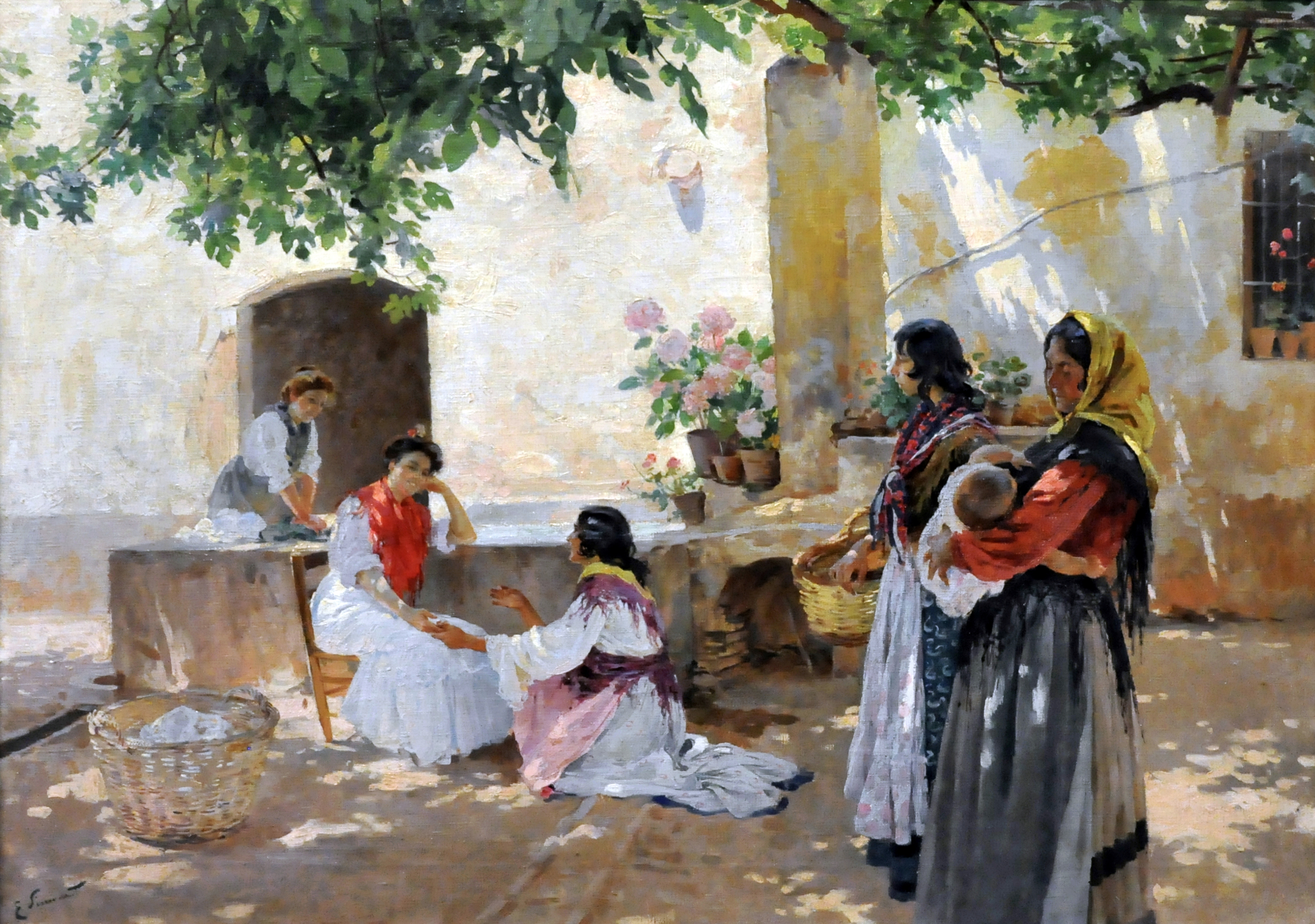
Buona ventura di Enrique Simonet (1899)

La chiromanzia affonda le sue origini nell'astrologia indiana di cui era una disciplina. Al saggio induista Vālmīki sarebbe attribuito un libro oggi perduto, il cui titolo si potrebbe tradurre con "Gli insegnamenti di Maharishi Valmiki sulla chiromanzia maschile". Questo libro avrebbe contenuto 567 stanze ed è forse stato scritto più di 5000 anni fa.
Dall'India l'arte della lettura della mano si diffuse poi in Cina intorno al 3000 a.C.; successivamente raggiunse Tibet, Egitto, Persia e si sviluppò in Grecia, dove fu praticata anche dal filosofo Anassagora.
Lo sviluppo in epoca classica ha lasciato tracce nella terminologia, che indica alcune parti del palmo e della mano usando i nomi degli antichi Dei greci e romani.
La chiromanzia si è diffusa anche attraverso i Rom e altri popoli zingari, che tradizionalmente la praticano ancora (e continuano a influenzare l'immaginazione popolare; si pensi per esempio al primo verso di Zingara, brano che vinse il Festival di Sanremo 1969, oppure al testo di Madame, canzone di Angelo Branduardi).
Tra le opere pittoriche in cui è mostrata la chiromanzia, si possono ricordare le due versioni della Buona ventura di Caravaggio e L'indovina di Pietro Longhi, mentre al cinema è rimasta famosa la scena in cui Elisabetta d'Austria, nota come Sissi, si fa leggere la mano da una zingara in Destino di una imperatrice.

## Tecniche
Ci sono molte interpretazioni diverse delle linee e dei monti della mano a seconda delle differenti scuole di chiromanzia. Sempre più chiromanti, del resto, tendono a combinare le tradizionali forme di chiaroveggenza con nuovi metodi divinatori e anche con la psicologia analitica, le tecniche olistiche, il counseling, il coaching, la metamedicina.
Un'antica credenza cinese ritiene che ad ogni dito della mano corrisponda qualcuno a noi caro: il medio rappresenta noi stessi; il pollice rappresenta i genitori; l'indice rappresenta fratelli e sorelle; l'anulare rappresenta il partner; il mignolo rappresenta i figli.

### Lettura delle linee

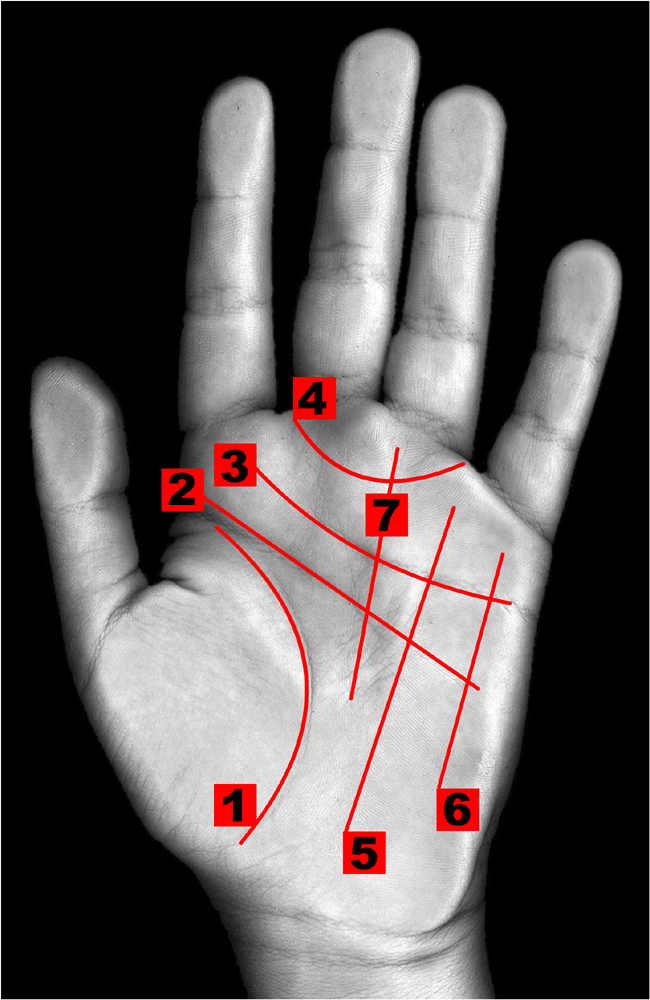
Le linee della mano secondo la chiromanzia o, più precisamente, chirologia:
1 linea della vita;
2 linea della testa;
3 linea del cuore;
4 cintura di Venere;
5 linea del Sole;
6 linea di Mercurio;
7 linea della fortuna.

Ci sono tre linee principali, presenti in quasi tutte le mani, che i chiromanti leggono e a cui danno grossomodo queste interpretazioni.
Linea del cuore
È una linea che attraversa la parte superiore del palmo, e a seconda della tradizione può essere letta a partire dal bordo del palmo sotto al dito mignolo verso il pollice oppure viceversa; rappresenta gli "affari di cuore" sia in senso fisico che metaforico (ossia può riguardare i sentimenti). Può dunque, a seconda della forma, dare indicazioni su stabilità emotiva, prospettive sentimentali, depressione, stoicismo e salute del cuore.
Linea della testa
Questa linea parte dal bordo del palmo sotto il dito indice e attraversa il palmo fino all'altro bordo; rappresenta gli "affari di testa" ossia principalmente la mente e il modo in cui lavora. Può dare indicazioni su stile di apprendimento, comunicazione, intelletto e desiderio di conoscenza, oltre che sull'approccio (creativo o analitico) all'informazione.
Linea della vita
È una linea che parte dal bordo del palmo sopra il dito pollice, spesso unita alla linea della testa, e gira ad arco verso il polso; rappresenta la vitalità e il vigore della persona, e può dare indicazioni sulla salute fisica e sul benessere generale. Alcune scuole vi trovano indicazioni su grandi cambiamenti che possono intervenire nella vita della persona, compresi cataclismi, incidenti e trasferimenti. Contrariamente a quanto si crede, i chiromanti al giorno d'oggi non credono più che la lunghezza della linea della vita sia correlata a quella della vita della persona.
Linea simiana
Quando le linee del cuore e della testa coincidono o tendono a coincidere, la linea così ottenuta si chiama simiana. Il termine viene dal latino sīmĭa (scimmia), perché in alcune scimmie è stata trovata una sola linea nel palmo. Questa linea "fusa" si trova principalmente nei portatori di down, ma anche in persone sane, sia pur raramente: nel secondo caso viene considerata come un segno molto fortunato che denota grande capacità di concentrazione mentale e potenza di immaginazione; secondo la tradizione può portare, a volte, anche alla chiaroveggenza. Solitamente molto lunga, la linea simiana si può avere in entrambe le mani, ma anche solo in una delle due. Varie sono le persone famose che hanno almeno una linea simiana: Thom Yorke, Armin van Buuren, Ferdinand Marcos, Matthew Broderick, Alain Delon, Nigel Farage, Tony Blair, Hillary Clinton, Robert De Niro, Buddha, Neil Sedaka, John Goodman, Ethan Hawke, Anthony Hopkins, Benedict Cumberbatch, Marco Minniti, Giuseppe Tornatore, Maria Elena Boschi, Nick Rhodes, Rasputin, Rainn Wilson, Cher Lloyd, Maurizio Costanzo, Alessandro Cagliostro, Carlo Filippo di Svezia.